# Lukas Märtens
Lukas Märtens, född 27 december 2001, är en tysk simmare.

## Karriär
Märtens tävlade i fyra grenar vid olympiska sommarspelen 2020 i Tokyo. Individuellt slutade han på delad 17:e plats på 200 meter frisim, 12:e plats på 400 meter frisim och på 11:e plats på 1 500 meter frisim. Märtens var även del av Tysklands lag som slutade på 7:e plats på 4×200 meter frisim.
I juni 2022 vid VM i Budapest tog Märtens sin första medalj – ett silver – i sin VM-debut på 400 meter frisim. I augusti 2022 vid EM i Rom tog han guld och noterade ett nytt mästerskapsrekord med tiden 3.42,50 på 400 meter frisim samt tog silver på 800 meter frisim.
I februari 2024 vid VM i Doha tog Märtens brons på 400 meter frisim. Vid olympiska sommarspelen 2024 i Paris tog han OS-guld på 400 meter frisim.